# شوهي ناروسي
شوهي ناروسي (鳴瀬シュウヘイ ناروسي شوهي) هو ملحن ياباني ولد في 25 أبريل في محافظة كيوتو.

## أعماله في السينما اليابانية
- فيلم كامن رايدر ديكيد: أول رايدر في مواجهة داي شوكر (بالتعاون مع كوتارو ناكاغاوا)
- كامن رايدر x كامن رايدر دبل آند ديكيد: موفي تايسن 2010 (بالتعاون مع كوتارو ناكاغاوا)
- كامن رايدر x كامن رايدر أوز آند دبل بالإشتراك مع سكال: موفي تايسن كور (بالتعاون مع كوتارو ناكاغاوا)
- كامن رايدر x كامن رايدر فورزي آند أوز: موفي تايسن ميغاميكس (بالتعاون مع كوتارو ناكاغاوا)
- كامن رايدر فورزي ذا موفي: سنذهب جميعا إلى الفضاء!
- كامن رايدر x كامن رايدر ويزارد آند فورزي: موفي تايسن ألتيميتوم (بالتعاون مع كوتارو ناكاغاوا)
- كامن رايدر x كامن رايدر درايف آند غايم: موفي تايسن فل ثروتل (بالتعاون مع كوتارو ناكاغاوا و كوسكي ياماشيتا)
- فيلم كامن رايدر درايف: سربرايز فيوتشر (بالتعاون مع كوتارو ناكاغاوا)
- كامن رايدر x كامن رايدر غوست آند درايف: تشو موفي تايسن جينيسيس (بالتعاون مع غو ساكابي و كوتارو ناكاغاوا)
- كامن رايدر رقم 1 (بالتعاون مع غو ساكابي وكوتارو ناكاغاوا)

## أعماله في التوكوساتسو
- كامن رايدر ديكيد (بالتعاون مع كوتارو ناكاغاوا)
- كامن رايدر دبل (بالتعاون مع كوتارو ناكاغاوا)
- كامن رايدر فورزي
- كامن رايدر درايف (بالتعاون مع كوتارو ناكاغاوا)

## أعماله في الأنمي

### مسلسلات أنمي تلفزيونية
- ميجامان ستار فورس
- سكيت دانس
- هندريد
- محققا فوتو (بالتعاون مع كوتارو ناكاغاوا)

## وصلات خارجية
- شوهيه ناروسي على موقع ميوزك برينز (الإنجليزية)
- شوهيه ناروسي على موقع ديسكوغز (الإنجليزية)
- شوهيه ناروسي على موقع ANN person (الإنجليزية)
- صفحة IMDb